# St. Josef (Raut)

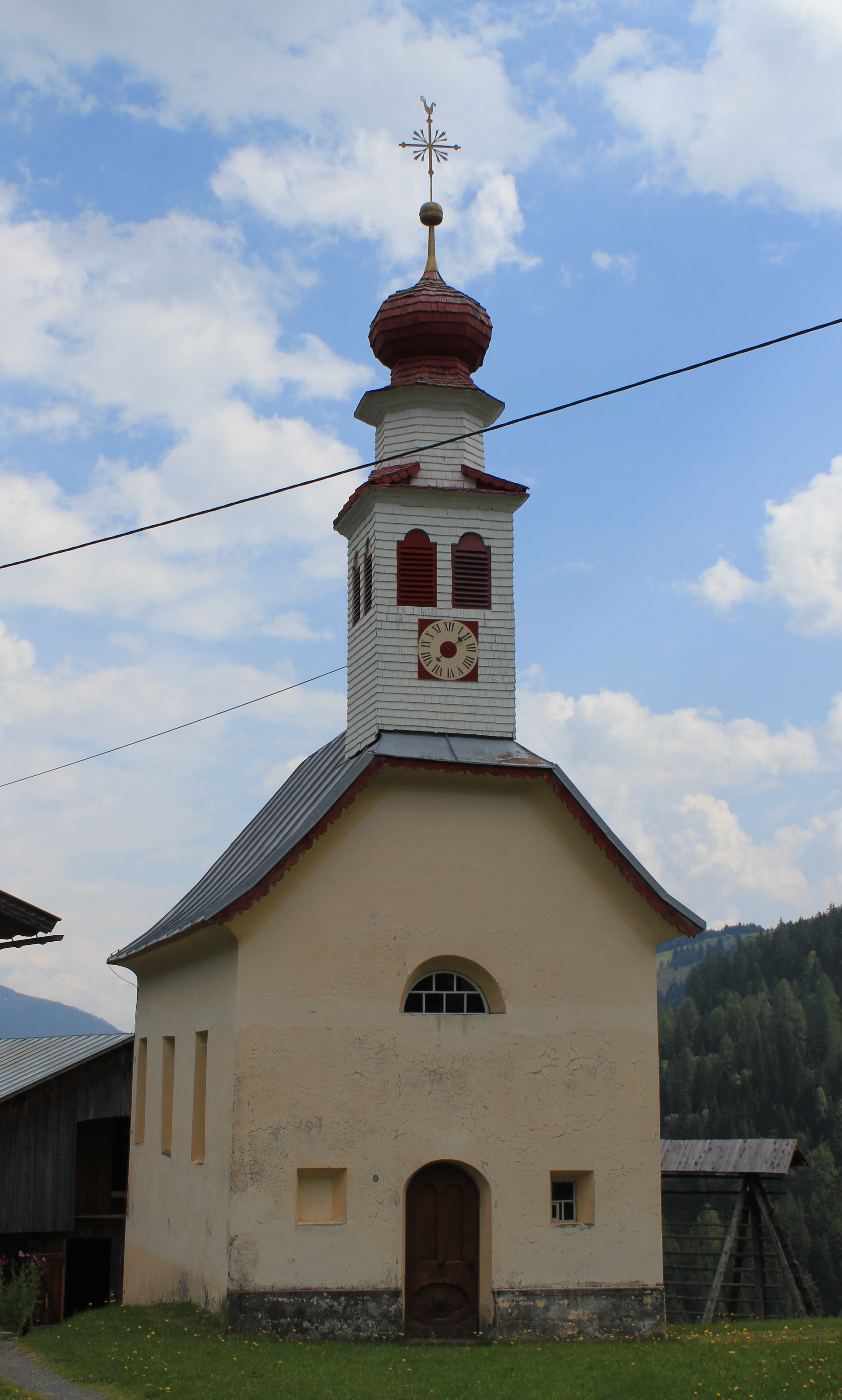
Kirche St. Josef in Raut

Die römisch-katholische Kirche in Raut ist dem heiligen Josef  geweiht. Sie ist eine Filialkirche der Pfarre Maria Luggau und liegt in 1243 m Höhe südlich des Wallfahrtortes Maria Luggau im Dorf Raut in der Gemeinde Lesachtal.
Die Kirche ist ein 1805 erbauter, kleiner, spätbarock-klassizistischer Bau mit 3/8-Schluss. Sie hat über der Westfassade einen  hölzernen Dachreiter mit einem kleinen Zwiebelhelm. An beiden Langseiten besitzt die Kirche je drei hochrechteckige Fenster. Das Langhaus und der eingezogene Chor sind flach gedeckt und werden durch einen Triumphbogen mit geradem Sturz verbunden. Im Westen ist eine vorschwingende, gemauerte Empore eingezogen. Die Wandgemälde wurden 1808 von Christoph Brandstätter dem Älteren geschaffen und  zeigen im Chor Christus in Emmaus, über dem Triumphbogen das Lamm Gottes und im Langhaus den Tod des heiligen Josef.
Das Altarbild am historisierenden Altar stellt den Kirchenpatron dar, den heiligen Josef. Weiters steht am Altar eine Kopie des Luggauer Gnadenbildes. 
Am Bauernhaus, dem Hanslahof, das der Kirche gegenüberliegt, sind Wandmalereien aus dem Jahre 1816 mit den Heiligen Lukas und Florian.